# ホルホグ

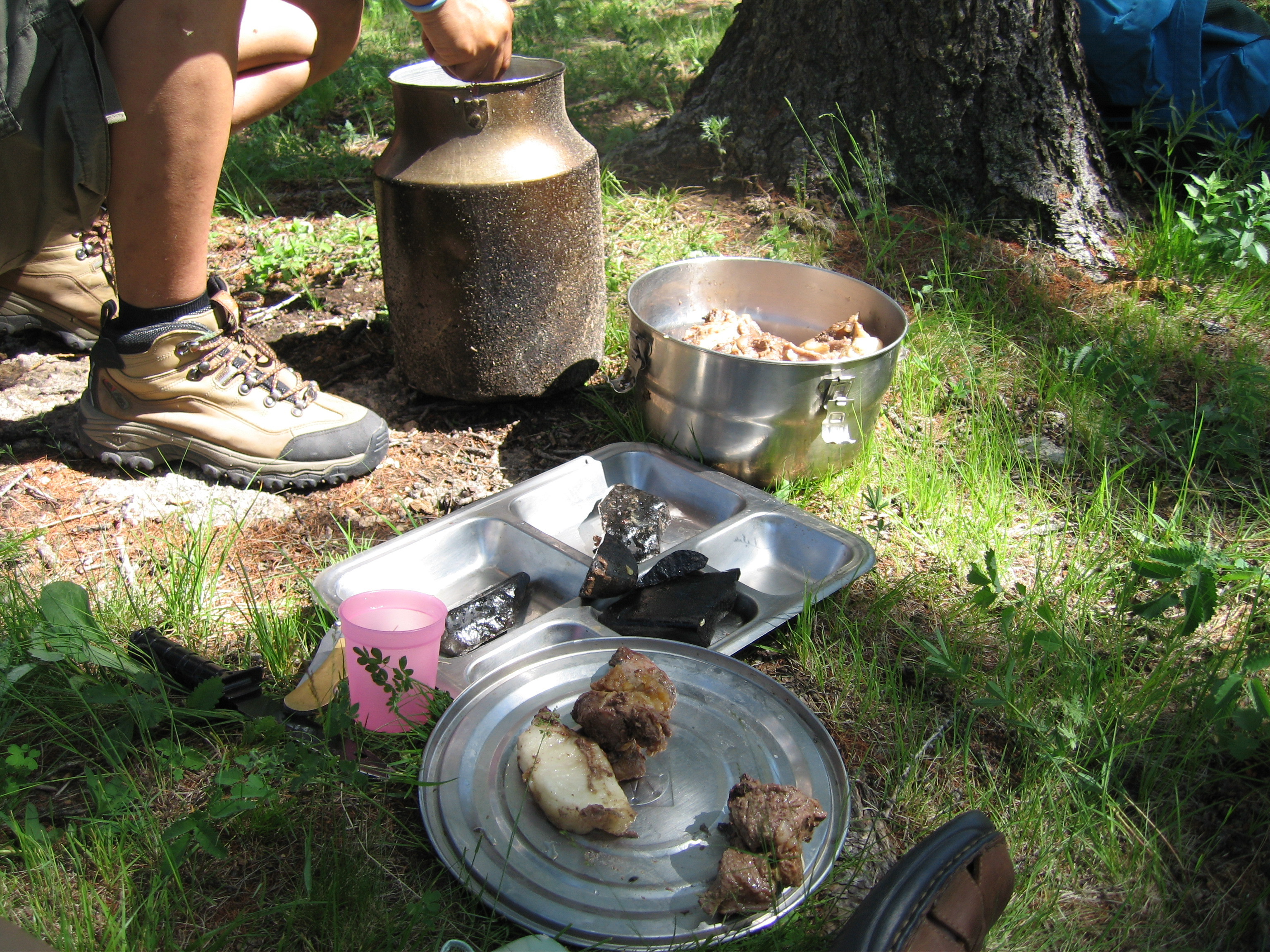
ホルホグの食事風景。牛乳缶とトレーの上の黒い石が見える

ホルホグ（モンゴル語：Хорхог、ᠬᠣᠷᠬᠤᠭ　行宮焼）は、モンゴルの伝統料理の一つ。
羊肉の塊を野菜、塩、香辛料とともに大きな缶に入れ、さらに焼けた石とを交互に詰めて石焼き（蒸し焼きともいえる）としたもの。
新鮮な羊肉を使う場合は臭みが少ないため、臭み消しには野菜（タマネギやニンジン等）で事足りる。そのため香辛料を使わないこともある。
現地モンゴルでは、牛乳缶（日本で使われるものとほぼ同じ）などが調理器具としてよく用いられる。現地の標高は1300メートル前後あるため、十分に熱が行き渡るよう蓋に圧を掛けて（密閉ではない）調理することが多い。加熱を補助するため、熾き火の上に置く場合もある。
食べるにあたっての礼儀作法はただ一つ、「骨に付いた肉まで残すことなくナイフで削ぎとり、きれいに食べること」である。
調理の際に出る肉汁はスープとして飲むほか、うどん状の麺の出汁として使うこともある。調理後に残る石には手でさわれる程度の余熱があり、現地ではこれを患部に当てておくと治癒が早まると言われている。
遊牧民のゲルなどで、その場で羊を屠って解体する場合には、ナイフ1本で行う。内臓も調理される。大地に血をこぼすことはタブーとされているため、羊の血を1滴も体外にこぼすことは無い。血は腸詰にしてソーセージを作る。解体後に残るものは、蹄、毛皮、気管、そして胆嚢だけである。